# Cetimaique trinodosa
Cetimaique trinodosa là một loài bọ cánh cứng trong họ Cerambycidae.